# Кіянка (річка)
Кіянка — річка в Україні у Бучанському районі Київської області. Права притока річки Топірець (басейн Дніпра).

## Опис
Довжина річки приблизно 6,72 км, найкоротша відстань між витоком і гирлом — 5,93  км, коефіцієнт звивистості річки — 1,13 . Формується декількома безіменними струмками та загатами. У селищі Немішаєве річку перетинає автошлях М07 (автомобільний шлях міжнародного значення на території України, довжиною 487 км, Київ — Ковель — контрольно-пропускний пункт «Ягодин» (державний кордон з Польщею).).

## Розташування
Бере початок у селі Діброва. Тече переважно на північний схід через мішаний ліс та село Микуличі і у селищі Немішаєве впадає у річку Топірець, праву притоку річки Рокача.